# Bátorove Kosihy
Bátorove Kosihy (Hongaars:Bátorkeszi) is een Slowaakse gemeente in de regio Nitra en maakt deel uit van het district Komárno.
Bátorove Kosihy telt 3493 inwoners.